# رفتاردرمانی شناختی
رفتاردرمانی شناختی (به انگلیسی: Cognitive Behavioral Therapy) که به اختصار از آن به عنوان رویکرد سی‌بی‌تی (CBT) نیز یاد می‌شود، نوعی مداخله روانی-اجتماعی است که هدف آن کاهش علائم شرایط مختلف سلامت روان، در درجه اول افسردگی و اختلالات اضطرابی است. این رویکرد روان‌درمانی احساسات ناکارآمد و رفتارها، فرایندها و مضامین شناختی ناسازگارانه را از طریق شماری از روش‌های سیستماتیک، صریح و هدف‌مدار نشانه می‌گیرد. نام این روش اشاره به رفتاردرمانی، شناخت‌درمانی و به ترکیبی درمانی از این دو بر اساس اصول پایه و پژوهش‌های رفتاری و شناختی دارد. بسیاری از این درمان‌گران با مشکلاتی از قبیل اضطراب و افسردگی بر اساس مجموعه‌ای از روش‌های شناختی و رفتاری مقابله می‌کنند. این روش اذعان دارد که ممکن است رفتارهایی باشند که از طریق تفکر عقلانی قابل کنترل نباشند. رفتاردرمانی شناختی با «تمرکز بر حل مسئله» عهده‌دار حل مشکلات به خصوصی می‌شود و در این رویکرد درمانگر با «عمل‌گرایی» تلاش می‌کند با کمک به مراجع در انتخاب استراتژی خاصی برای مواجهه با مشکل به او کمک کند. با اینکه این روش در ابتدا برای درمان افسردگی طراحی شد، کاربردهای آن گسترش یافته‌اند تا خیلی مسائل و درمان بسیاری مشکلات سلامت روان و دیگر شرایط را در بر بگیرند که از جمله آنها می‌توان اضطراب، اختلالات مصرف مواد، مشکلات زناشویی، اختلال کم‌توجهی-بیش‌فعالی و اختلالات خوردن را نام برد. رفتاردرمانی شناختی شامل تعدادی از روان‌درمانی‌های شناختی یا رفتاری است که آسیب‌شناسی‌های روانی تعریف‌شده را با استفاده از تکنیک‌ها و استراتژی‌های مبنی بر شواهد درمان می‌کند.
در مقایسه با درمان با سایکو اکتیوها مطالعات مروری نشان داده‌اند که رفتاردرمانی شناختی به تنهایی به همان اندازه برای درمان موارد با شدت کم افسردگی، اضطراب، اختلال اضطراب پس از سانحه، تیک‌ها، اختلالات خوردن و اختلال شخصیت مرزی اثرگذار است. یک تحقیق نشان می‌دهد که این رویکرد برای درمان اختلالات روانی مانند اختلال افسردگی عمده بیشترین اثر را هنگامی دارد که همرا با درمان دارویی باشد.
رفتاردرمانی شناختی شکل رایجی از درمان گفتگومحور بر پایه ترکیبی از اصول بنیادی روان‌شناسی شناختی و رفتاری است. این روش در واقع بر پایه صحبت روان‌درمانگر با بیمار و فهمیدن دیدگاه و طرز تفکر او نسبت به مسائل و وقایع پیرامونش شکل می‌گیرد.